# Ochotnicza Straż Pożarna w Strzelcach
Ochotnicza Straż Pożarna w Strzelcach (OSP Strzelce) – organizacja społeczna założona w 1946 roku w Strzelcach. 
Członek Związku Ochotniczych Straży pożarnych RP. Jako pierwsza w powiecie namysłowskim powołała Jednostkę Operacyjno – Techniczną kat. II. Decyzją Komendanta Głównego Państwowej Straży Pożarnej w 2009 roku jednostka została włączona do Krajowego Systemu Ratowniczo – Gaśniczego.

## Historia
OSP Strzelce została powołana do życia w 1946 roku. Jej założycielami byli Józef Ciupa, Jan Stasiak oraz Władysław Kaczmarzyk. Za swoją działalność społeczną, kulturalną oraz sprawnie przeprowadzane akcje ratowniczo – gaśnicze strażacy ze Strzelec zostali nagrodzeni przez Komendę Rejonową w Namysłowie w 1952 roku, otrzymując samochód marki Star 20. Przez lata działalności OSP powstawały różne inicjatywy, jak powołanie drużyny harcerskiej, żeńskiej, młodzieżowej czy grupy teatralnej. Dodatkowo prowadziła szeroką działalność społeczną.
W 1971 roku jednostka reprezentuje powiat namysłowski na wojewódzkich zawodach Ochotniczych Straży Pożarnych w Otmicach.
12 lipca 1981 roku strażacy otrzymują od Zarządu Wojewódzkiego OSP sztandar ufundowany przez mieszkańców wsi Strzelce w uznaniu ich zasług w ochronie przeciwpożarowej jak i całej działalności społecznej.
W roku 1984 dokonano wymiany samochodu na nowocześniejszego Stara 26P posiadającego zbiornik oraz autopompę. Jednostka w tym czasie bierze udział w zdarzeniach na terenie niemal całego województwa opolskiego. Uczestniczy m.in. w gaszeniu pożaru Fabryki Samochodów Ciężarowych w Jelczu oraz pożaru kompleksu leśnego w Kuźni Raciborskiej. W roku 1997 podczas powodzi pomaga mieszkańcom Opola i Brzegu.
5 maja 1996 roku podczas obchodów 50-lecia działalności OSP w Strzelcach Prezydium Zarządu Głównego OSP RP odznaczyło sztandar jednostki w Strzelcach Srebrnym Medalem za Zasługi dla Pożarnictwa oraz prezesa OSP, dh. Józefa Matysika Złotym Znakiem Związku za wieloletnią pracę oraz wkład w rozwój i rozbudowę jednostki.
Komenda Wojewódzka Państwowej Straży Pożarnej w Opolu 4 maja 2003 roku przekazuje jednostce w Strzelcach nowy samochód gaśniczy typu Jelcz 004 GCBA 6/32, który zastępuje trzydziestosiedmioletniego Stara 26P.
W 2004 roku na Walnym Zebraniu OSP Strzelce podjęto uchwałę w sprawie rozbudowy remizy o jeden boks garażowy oraz uchwałę o rozpoczęciu działań, mających na celu włączenie jednostki do Krajowego Systemu Ratowniczo – Gaśniczego, do czego dochodzi w roku 2009.
Dnia 12 lutego 2008 roku Zarząd Ochotniczej Straży Pożarnej w Strzelcach przyjął uchwałę w sprawie powołania Jednostki Operacyjno – Technicznej OSP w Strzelcach.

## Prezesi i naczelnicy OSP Strzelce w latach1946–2019[4]
| Lp. | Imię i nazwisko  | Objęcie urzędu | Złożenie urzędu |
| --- | ---------------- | -------------- | --------------- |
| 1.  | Jan Ciupa        | 1946           | 1958            |
| 2.  | Eryk Matysik     | 1958           | 1966            |
| 3.  | Aleksander Szpak | 1966           | 1969            |
| 4.  | Tadeusz Ciupa    | 1969           | 1980            |
| 5.  | Józef Matysik    | 1980           | 2006            |
| 6.  | Roman Durski     | 2006           | obecnie         |

| Lp. | Imię i nazwisko     | Objęcie urzędu | Złożenie urzędu |
| --- | ------------------- | -------------- | --------------- |
| 1.  | Jan Stasiak         | 1946           | 1963            |
| 2.  | Antoni Dargiewicz   | 1963           | 1966            |
| 3.  | Stanisław Wąż       | 1966           | 1975            |
| 4.  | Stanisław Gębski    | 1975           | 1986            |
| 5.  | Jan Mospan          | 1986           | 2002            |
| 6.  | Stanisław Dziedzina | 2002           | 2006            |
| 7.  | Radosław Matysik    | 2006           | obecnie         |